# أنخيل فاليجو
أنخيل فاليجو (بالإسبانية: Ángel Vallejo)‏ هو دراج إسباني، ولد في 1 أبريل 1981 في آبلة في إسبانيا.

## وصلات خارجية
- أنخيل فاليجو على موقع الاتحاد الدولي للدراجات (الإنجليزية)
- أنخيل فاليجو على موقع أرشيف الدراجات (الإنجليزية)
- أنخيل فاليجو على موقع إحصائيات الدراجات الإحترافية (الإنجليزية)
- أنخيل فاليجو على موقع نسبة الدراجات (الإنجليزية)